# Valentin Ćorić

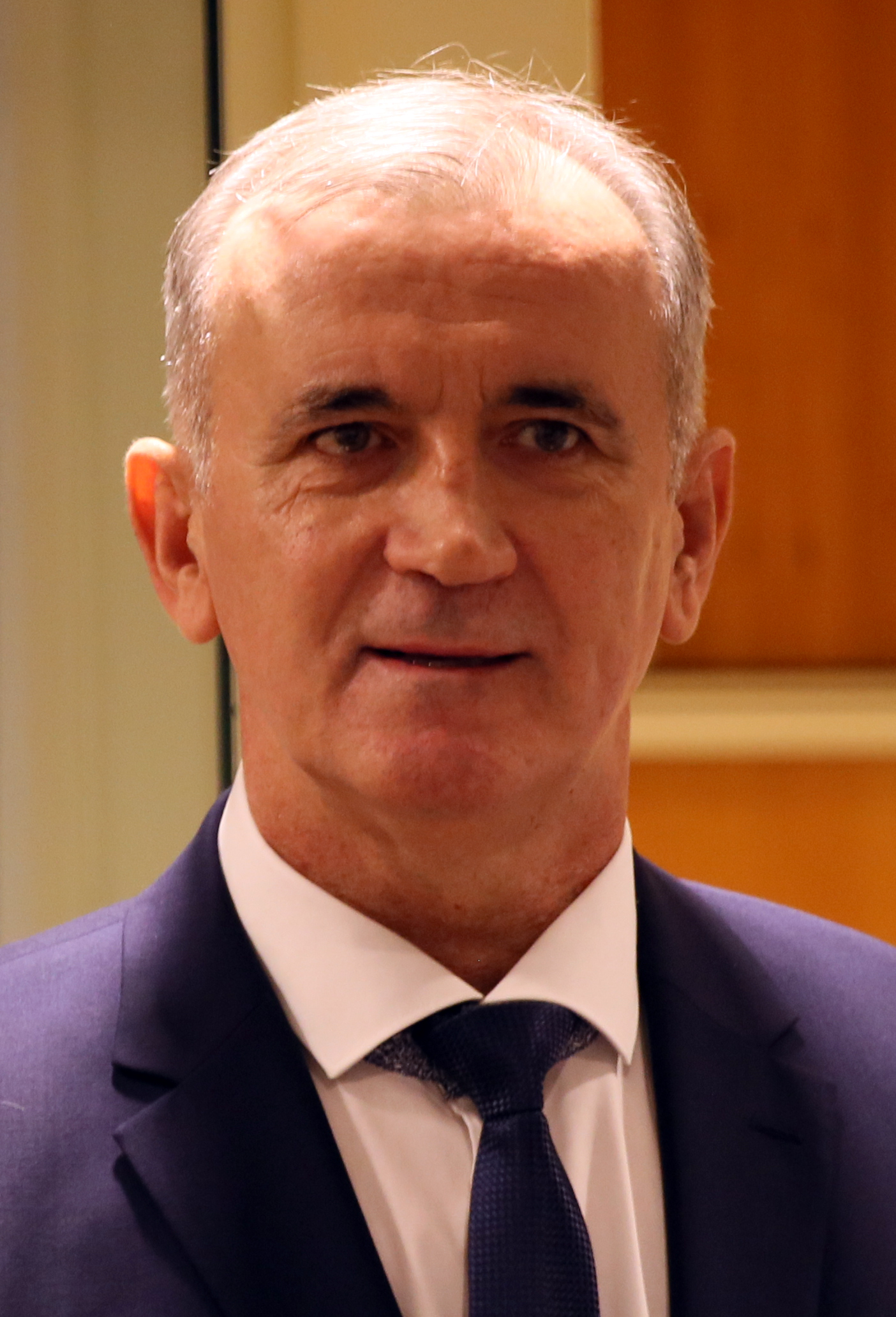
Valentin Ćorić am ICTY (2017)

Valentin Ćorić (* 23. Juni 1956 in Paoča bei Čitluk, heute Bosnien und Herzegowina) ist ein ehemaliger bosnisch-herzegowinischer Militärangehöriger und Politiker während des Bosnienkriegs. Er wurde vom Internationalen Strafgerichtshof für das ehemalige Jugoslawien (ICTY) wegen Kriegsverbrechen und Verbrechen gegen die Menschlichkeit zu 16 Jahren Freiheitsstrafe verurteilt.

## Leben
Ćorić wurde im sozialistischen Jugoslawien geboren. Er schloss sein Ingenieurstudium ab und arbeitete in den Bauxitminen von Čitluk. Später wechselte Ćorić vom Bergbau zum Militär und wurde Kommandeur der Ausbildungskaserne in Krvavice, Kroatien. Im Bosnienkrieg (1992–1995) wurde er 1992 zum Stellvertreter für Sicherheit sowie Kommandeur der Militärpolizei des kroatischen Verteidigungsrates (HVO) ernannt. Ende 1993 wechselte er in die Politik und wurde Innenminister der kroatischen Republik Herceg-Bosna.

### Verurteilung
Der Anklageschrift zufolge war Ćorić bis etwa April 1994 „Mitglied einer Schattenorganisation, deren Ziel es war, ein ethnisch reines Territorium zu schaffen, das annektiert und zu einem Großkroatien verschmolzen werden sollte“. Das Gericht beschuldigte Ćorić, „politischen, ethnischen und religiösen Hass zu schüren und gleichzeitig Gewalt, Einschüchterung und Terror anzuwenden (hauptsächlich durch Massenverhaftungen, bei denen Menschen getötet wurden), um Nichtkroaten ethnisch aus dem von der HVO kontrollierten Gebiet zu vertreiben“. Die Anklagepunkte waren:
- neun Fälle schwerwiegender Verstöße gegen die Genfer Konventionen (vorsätzliches Töten; unmenschliche Behandlung (sexuelle Übergriffe); rechtswidrige Deportation von Zivilisten; rechtswidrige Überstellung von Zivilisten; rechtswidrige Inhaftierung von Zivilisten; unmenschliche Behandlung (Haftbedingungen); allgemeine unmenschliche Behandlung; mutwillige Zerstörung von Eigentum, das nicht durch militärische Notwendigkeit gerechtfertigt war; mutwilliges Aneignen von Eigentum, welches nicht durch militärische Notwendigkeit gerechtfertigt war.),
- neun Fälle von Verstößen gegen die Gesetze oder Gepflogenheiten des Krieges (grausame Behandlung (Haftbedingungen), rechtswidrige Arbeit, mutwillige Zerstörung von Städten oder Dörfern, die nicht durch militärische Notwendigkeit gerechtfertigt war, Zerstörung oder vorsätzlicher Schaden an Institutionen der Religion oder der Bildung, Plünderung von öffentlichem oder privatem Eigentum, rechtswidriger Angriff auf Zivilisten, rechtswidrige Verursachung von Terror gegen Zivilisten, grausame Behandlung),
- acht Fälle von Verbrechen gegen die Menschlichkeit (Verfolgung aus politischen, rassistischen und religiösen Gründen; Mord; Vergewaltigung; Deportation; unmenschliche Handlungen (Zwangsumsiedlung); Inhaftierung; unmenschliche Handlungen (Haftbedingungen)).

Ćorić wurde zu 16 Jahren Freiheitsstrafe verurteilt. Nach mehr als elf Jahren Haft wurde er im Januar 2019 auf Bewährung entlassen.